# (20135) Juels
Pour les articles homonymes, voir Juels.
(20135) Juels est un astéroïde de la ceinture principale.

## Description
(20135) Juels est un astéroïde de la ceinture principale. Il est découvert le 7 mai 1996 à Prescott (Arizona) par Paul G. Comba. Il présente une orbite caractérisée par un demi-grand axe de 3,08 UA, une excentricité de 0,15 et une inclinaison de 0,9° par rapport à l'écliptique.

## Compléments